# Karl Jaspers

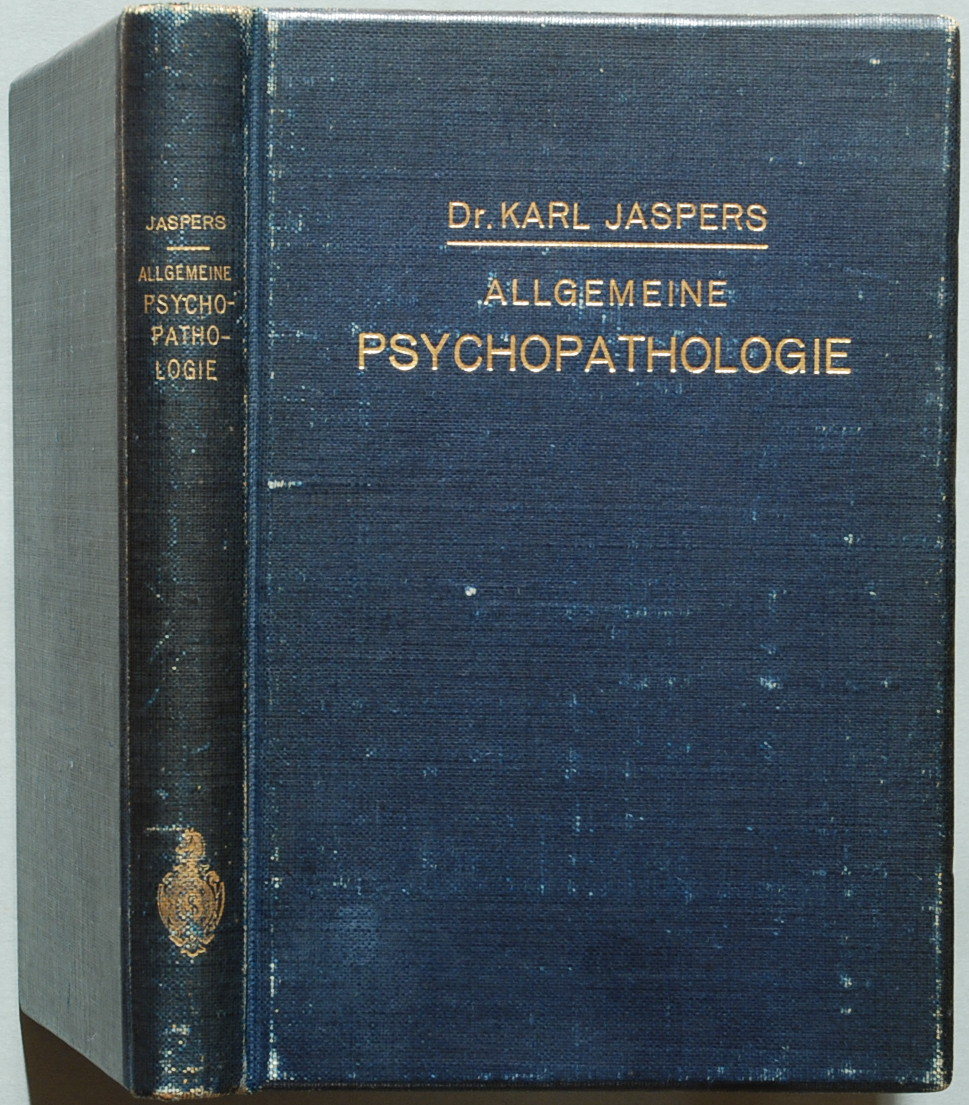
Allgemeine Psychopathologie van Karl Jaspers (1913)

Karl Theodor Jaspers (Oldenburg, 23 februari 1883 – Bazel, 26 februari 1969) was een Zwitserse psychiater die als filosoof internationaal bekend werd. Hij werd geboren in Duitsland. Zijn vader was jurist en zijn moeder werkte in een landbouwcoöperatie.
Jaspers was een van de meest vooraanstaande vertegenwoordigers van de existentiefilosofie, die hij strikt onderscheidde van Jean-Paul Sartre's existentialisme. Op theologisch terrein heeft hij eveneens van zich doen spreken.
Hij was eerst leraar en later levenslange vriend van Hannah Arendt, met wie hij decennialang correspondeerde. Hij onderhield ook een correspondentie met Martin Heidegger, die echter onderbroken werd ten tijde van het Duitse fascisme en na de Tweede Wereldoorlog maar moeizaam weer op gang kwam. Met Max Weber, Hans Walter Gruhle en Kurt Schneider was hij in jarenlange vriendschap verbonden.
Als politiek filosoof publiceerde hij over de gevaren van de moderne wetenschap en moderne economische en politieke instellingen voor de menselijke vrijheid. Hij confronteerde de Duitsers met de schuldvraag ten aanzien van de holocaust en andere misdaden uit de naziperiode. Dit maakte hem allesbehalve geliefd, omdat veel van zijn landgenoten de herinnering aan deze zwarte bladzijde uit de Duitse geschiedenis probeerden te verdringen. Hij meende dat deze misdaden nooit vergeten mochten worden en dat gedenken de enige manier was om te voorkomen dat ze ooit opnieuw zouden kunnen plaatsvinden.
Ook waarschuwde hij voor het gevaar van de kernbom, die volgens hem het einde van de geschiedenis en de mensheid kon betekenen. In samenhang daarmee was hij gekant tegen de West-Duitse herbewapening binnen de NAVO.
Jaspers was ook de bedenker van de term en de theorie van de axiale periode, een bijzondere periode van religieuze en filosofische ontwikkeling (800-200 v.C.). In 1967 werd hij Zwitsers staatsburger.

## Werken
- Allgemeine Psychopathologie. Ein Leitfaden für Studierende, Ärzte und Psychologen. Springer, Berlin 1913, ²1920, ³1923; de vierde volledig bewerkte druk uit 1946, is in latere drukken altijd overgenomen. ISBN 3-540-03340-8
- Psychologie der Weltanschauungen. Springer, Berlijn 1919 ISBN 3-540-05539-8
- Die Idee der Universität. Springer, Berlijn 1923; heruitgave 1946; later nog Neufassung „für die gegenwärtige Situation entworfen von Karl Jaspers und Kurt Roßmann.“ 1961, ern. 2000, ISBN 3-540-10071-7
- Die geistige Situation der Zeit. Berlijn/Leipzig 1931, ISBN 3-11-016391-8
- Philosophie 3 delen (I. Philosophische Weltorientierung; II. Existenzerhellung; III. Metaphysik). Springer, Berlijn 1932, ISBN 3-540-12120-X
- Vernunft und Existenz. Groningen 1935.
- Nietzsche. Einführung in das Verständnis seines Philosophierens. Springer, Berlijn 1936, ISBN 3-11-008658-1
- Descartes und die Philosophie. Springer, Berlijn 1937, ISBN 3-11-000864-5
- Existenzphilosophie. Drei Vorlesungen. Springer, Berlijn 1938.
- Die Schuldfrage. Heidelberg/Zürich 1946.
- Nietzsche und das Christentum. Hameln 1946.
- Von der Wahrheit. München 1947.
- Der philosophische Glaube. Fünf Vorlesungen. München/Zürich 1948. (in 1947 gegeven voordracht in Bazel)
- Vom Ursprung und Ziel der Geschichte. München/Zürich 1949. (Darstellung der Achsenzeit)
- Einführung in die Philosophie. Zwölf Radiovorträge. Zürich 1950, ISBN 3-492-04667-3
- Vernunft und Widervernunft unserer Zeit. Drei Gastvorlesungen. München 1950.
- Rechenschaft und Ausblick. Reden und Aufsätze. München 1951.
- Die Frage der Entmythologisierung. München 1954. (Vgl. Rudolf Bultmann en Fritz Buri)
- Schelling. Größe und Verhängnis. München 1955.
- Die großen Philosophen. Piper, München 1957, ISBN 3-492-11002-9
- Die Atombombe und die Zukunft des Menschen. München/Zürich 1957, ISBN 3-8302-0310-1
- Philosophie und Welt. Reden und Aufsätze. München 1958.
- Wahrheit, Freiheit und Friede met Hannah Arendt: Karl Jaspers. Rede voor de Friedenspreis van de Duitse boekhandel. München 1958.
- Freiheit und Wiedervereinigung. München 1960, ISBN 3-492-11110-6
- Der philosophische Glaube angesichts der Offenbarung. Piper, München 1962, ISBN 3-492-01311-2
- Nikolaus Cusanus. München 1964.
- Kleine Schule des philosophischen Denkens. München 1965, ISBN 3-492-20054-0
- Kleine leerschool van het filosofisch denken. Bijleveld, eerste druk 1973, tweede druk 1993, ISBN 90 6131 656 1
- Hoffnung und Sorge. Schriften zur deutschen Politik 1945–1965. München 1965.
- Wohin treibt die Bundesrepublik? Tatsachen, Gefahren, Chancen. München 1966.
- Zur Kritik meiner Schrift „Wohin treibt die Bundesrepublik?“ München 1967.
- Schicksal und Wille. Autobiographische Schriften. München 1967.

Postuum verschenen:
- Chiffren der Transzendenz. (lezing 1961). München 1970, ISBN 3-8302-0335-7
- Kant. Leben, Werk, Wirkung. München 1975.
- Was ist Philosophie? München 1976.
- Philosophische Autobiographie. (Um ein Kapitel zu Heidegger) uitgebreide heruitgave. Piper, München 1977.
- Notizen zu Martin Heidegger. München 1978.
- Die großen Philosophen. [Nagelaten werk deel 1.] München 1981.
- Die großen Philosophen. [Nagelaten werk deel 2.] München 1981, ISBN 3-492-02732-6
- Weltgeschichte der Philosophie. (Inleiding.) München 1982.
- Wahrheit und Bewährung. Philosophieren für die Praxis. München/Zürich 1983.
- Briefwechsel 1926–1969, Hannah Arendt, Karl Jaspers, München/Zürich 1985.
- Briefwechsel 1920–1963, Martin Heidegger, Karl Jaspers, München/Zürich 1990.
- Nachlass zur Philosophischen Logik. München 1991, ISBN 3-492-03458-6

## Secundaire literatuur
- Jozef Waanders, Sporen van transcendentie. De filosofie van Karl Jaspers, Gompel&Svacina, Oud-Turnhout 2018, ISBN 978-94-6371-049-7
- Jean-Claude Gens, Karl Jaspers: biographie, Bayard, Parijs 2003, ISBN 2-227-47073-9
- Christian Rabanus (red.), Primärbibliographie der Schriften Karl Jaspers, Tübingen 2000, ISBN 3-7720-2080-1
- Hans Saner, Karl Jaspers. Mit Selbstzeugnissen und Bilddokumenten, Rowohlt, Reinbek bei Hamburg 1970, ISBN 3-499-50169-4
- Werner Schüßler, Jaspers zur Einführung, Junius, Hamburg 1995, ISBN 3-88506-914-8
  - Nederlandse vertaling: Jaspers,  Lemniscaat, Rotterdam 2003, ISBN 90-5637-499-0
- Dietrich Harth (red.), Karl Jaspers. Denken zwischen Wissenschaft, Politik und Philosophie, Metzler, Stuttgart 1989, ISBN 3-476-00666-2
- Jeanne Hersch (red.), Karl Jaspers. Philosoph, Arzt, politischer Denker. Symposium zum 100. Geburtstag in Basel und Heidelberg, Piper, München [etc.] 1986, ISBN 349210679X
- Jeanne Hersch, Das philosophische Staunen. Einblicke in die Geschichte des Denkens, Piper, München 1989, ISBN 3492110592 ("Karl Jaspers", 318-339)
- Nicolaus Sombart, Rendezvous mit dem Weltgeist. Heidelberger Reminiszenzen 1945–1951, S. Fischer, Frankfurt am Main 2000, ISBN 3-10-074422-5 (2e deel, hoofdstuk "Karl Jaspers")
- Matthias Bormuth, Lebensführung in der Moderne: Karl Jaspers und die Psychoanalyse (proefschrift), Frommann-Holzboog, Stuttgart-Bad Cannstatt 2002, ISBN 3-7728-2201-0
- Genoveva Teoharova, Karl Jaspers' Philosophie auf dem Weg zur Weltphilosophie (proefschrift), Königshausen en Neumann, Würzburg 2005, ISBN 3-8260-2661-6
- Bernd Weidmann, Existenz in Kommunikation. Zur philosophischen Ethik von Karl Jaspers, Heidelberg 2005, ISBN 3-8260-2932-1

- Base de données des élites suisses: 77181
- Bibsys: 90080383
- Biblioteca Nacional de Chile: 000044069
- Biblioteca Nacional de España: XX1147422
- Bibliothèque nationale de France: cb11908645d (data)
- Catàleg d'autoritats de noms i títols de Catalunya: 981058511171706706
- CiNii: DA00141046
- Gemeinsame Normdatei: 118557106
- Historisch woordenboek van Zwitserland: 041197
- International Standard Name Identifier: 0000 0001 2126 6033
- Library of Congress Control Number: n78095410
- Nationale Bibliotheek van Letland: 000006760
- MusicBrainz: 690f33ac-f4ff-4a78-abfc-15c67849f6ee
- Mathematics Genealogy Project: 170807
- Bibliotheek van het Japanse parlement: 00444583
- Nationale Bibliotheek van Tsjechië: jn19990003999
- Nationale bibliotheek van Australië: 35243871
- Nationale Bibliotheek van Israël: 987007263221805171
- Nationale Bibliotheek van Polen: a0000001179661
- Nationale en Universitaire bibliotheek Zagreb: 000011792
- Nederlandse Thesaurus van Auteursnamen: 173690041
- Istituto Centrale per il Catalogo Unico: CFIV040971
- LIBRIS: 191544
- SNAC: w6571s9q
- Système universitaire de documentation: 026935996
- Trove: 879578
- Union List of Artist Names: 500382053
- Virtual International Authority File: 31998030
- WorldCat: E39PBJycKyc9v9QFWkvhbV4wmd